# Acanthodelta accelerans
Acanthodelta accelerans là một loài bướm đêm trong họ Noctuidae.